# Manoir de Tordouet
Le manoir de Tordouet est un édifice des XVe et XVIe siècles qui se dresse sur le territoire de l'ancienne commune de Tordouet, dans le département du Calvados, en région Normandie.

## Localisation

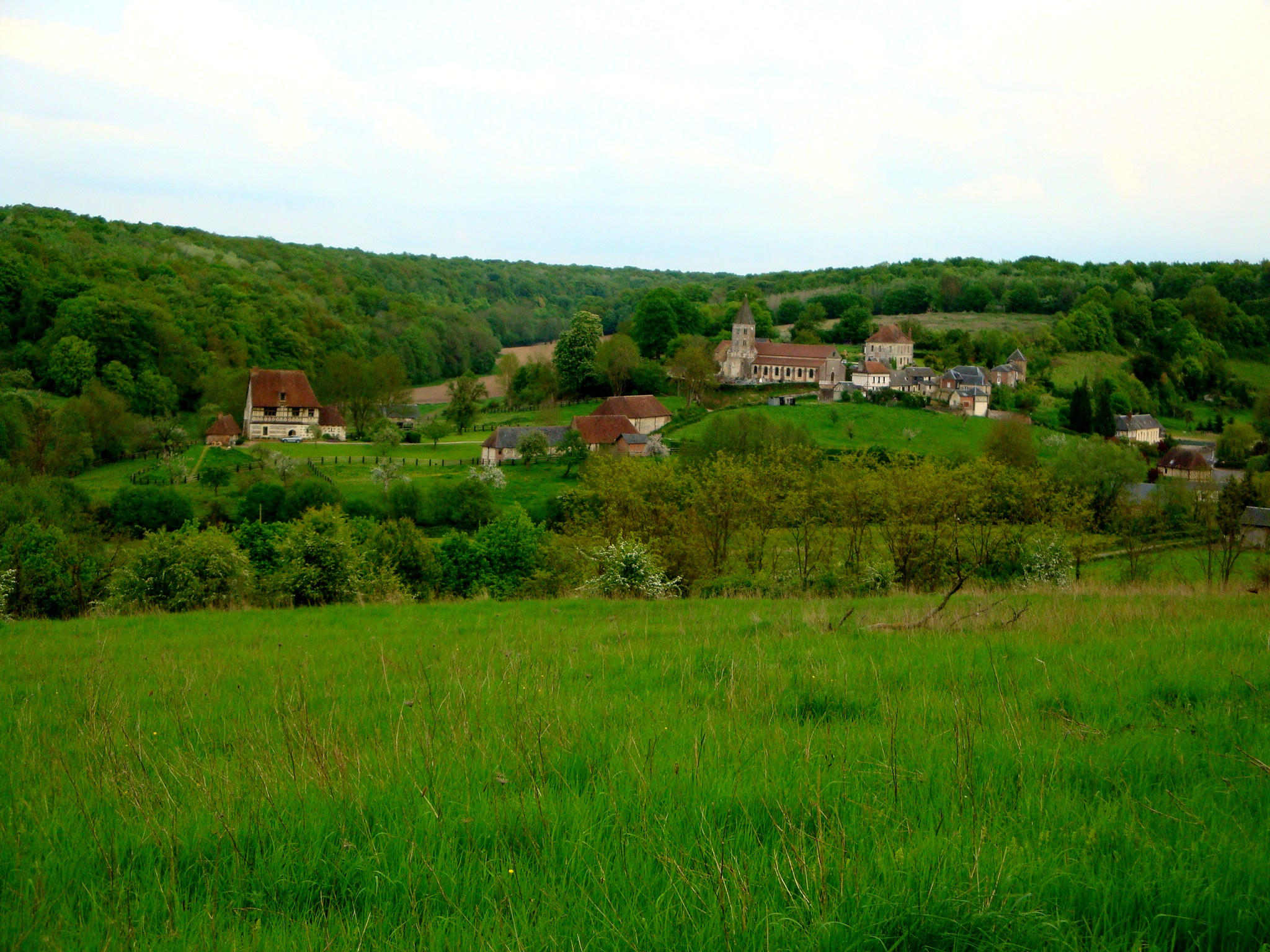
Vue générale du bourg de Tordouet, avec le manoir à gauche.

Le manoir de Tordouet se situe à proximité du bourg, à l'extrémité d'un plateau, à environ 150 mètres au nord de l'église Saint-Michel de Tordouet qu'il domine, au sein de la commune nouvelle de Valorbiquet, à l'est du département français du Calvados, dans la région naturelle du pays d'Auge.

## Historique
À l'origine, Tordouet était un plein fief de haubert.
Le manoir actuel a été construit au XVe siècle par Odon de Saint-Ouen, sur une motte, à l'emplacement même d'une ancienne place forte.

## Description
Le manoir, tel qu'il se présente aujourd'hui, est le fruit de deux campagnes de construction espacées d'un siècle.
La première campagne date de la seconde moitié du XVe siècle et concerne la partie nord de l'édifice. La base de cette partie est construite en pierres de taille séparées par des alternances, sous forme de lits successifs, de morceaux de silex gris équarris et de pierres calcaires. Dans un souci de défense, les murs sont très hauts et très épais, et percés d'ouvertures rares et étroites. Quant à l'étage, il est réalisé en pans de bois et présente un faible encorbellement sur sommiers. Les façades se distinguent par la frise de croix de saint André placée sous les fenêtres et par les sculptures discrètes qui ornent les pièces de bois. Enfin, l'ensemble s'appuie sur un mur nord qui est consolidé d'un contrefort.
La deuxième campagne date de la fin du XVIe siècle. Elle se traduit par un agrandissement du manoir initial vers le sud. Dans un souci d'unité, cet agrandissement se fait dans le prolongement exact des anciennes façades, dans des proportions identiques et avec l'utilisation des mêmes matériaux. Seule différence notable : la base, composée des mêmes pierres que la base de la partie la plus ancienne, présente un arrangement différent. En effet, les pierres calcaires et les silex ne sont plus disposés en bandes horizontales mais selon un motif à damier.
Enfin, une aile reprenant les mêmes matériaux qui ont été utilisés pour l'ensemble de l'édifice et le même arrangement que la partie du XVIe siècle, a été ajoutée au sud. Cette aile est plus étroite et plus basse : son faîtage s'élève à la base de la toiture principale.

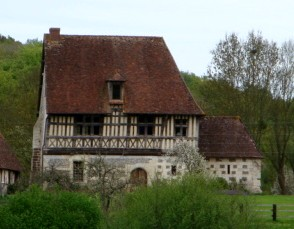
La façade ouest du manoir.
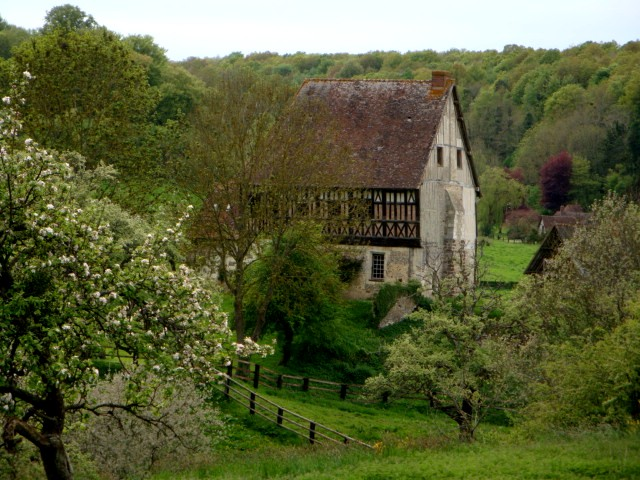
La façade est et le pignon nord du manoir.
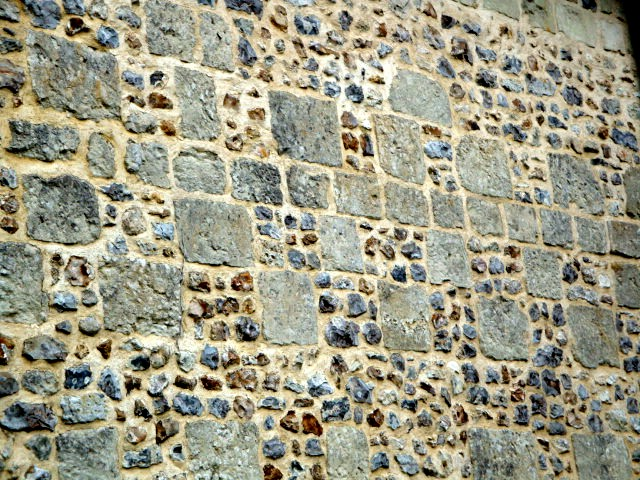
Maçonnerie d'un bâtiment annexe.

## Protection
L'ancien manoir est inscrit au titre des monuments historiques par arrêté du 18 juin 1927.